# Glen Allen (Alabama)
Glen Allen – miasto w Stanach Zjednoczonych, w stanie Alabama, w hrabstwie Fayette. W roku 2023 miasto zamieszkiwały 422 osoby, a gęstość zaludnienia wynosiła 30,4 osoby/km².